# سر حوض العلياء (شلال ودشتغل)
سر حوض العلياء (بالفارسية: سرحوض بالا) هي منطقة سكنية تقع في إيران في قسم شلال ودشتغل الريفي. يقدر عدد سكانها بـ 55 نسمة بحسب إحصاء 2016.